# Jorge Traverso

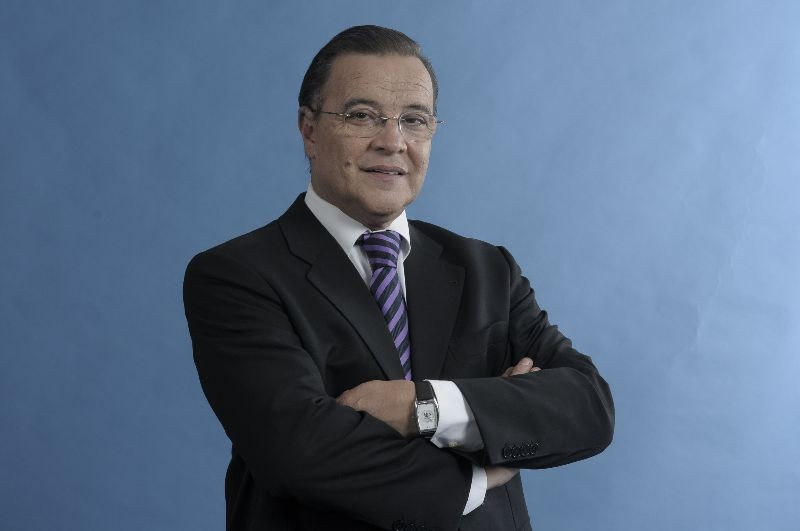
Jorge Traverso

Jorge Traverso (eigentlich Schubert Pérez; * 29. März 1945 in Montevideo, Uruguay; † 27. April 2025) war ein uruguayischer Journalist und Rundfunkmoderator.

## Leben
Traverso begann seine journalistische Tätigkeit Mitte der 1960er Jahre als Filmkritiker in Prospekten des Cine Club del Uruguay.
In der Folgezeit arbeitete er für diverse Zeitungen, Radio- und TV-Stationen. Im Printmediensektor war er für El Oriental, Mundocolor, Opinar, El País und Búsqueda tätig und dort jeweils in die Berichterstattung in den Bereichen Film und Entertainment eingebunden. Bereits ab 1968 rezensierte er Filme für den Radiosender CX 16 Radio Carve. In den 1970er Jahren schrieb er dann für die Zeitschrift der Kinemathek und präsentierte 1972 für einige Monate die Sendung En vivo y en directo auf Canal 12. Ab dem Folgejahr war er bis 1984 rund elf Jahre Moderator bei Radio Sarandí in der gleichnamigen Sendung. Dem schloss sich 1985 eine kurze Phase beim Sender Canal 5 an. Dort führte er kaum länger als ein Vierteljahr durch die Sendung En voz alta. Ab dem Folgejahr präsentierte er Hablemos auf Canal 10, für den er ab 1990 bis 2007 auch – gemeinsam mit Blanca Rodríguez – durch Subrayado führte. Ebenfalls ab 1986 war Traverso wieder für seinen vormaligen Arbeitgeber Radio Sarandí im Rahmen der Sendung Buenas tardes am Mikrofon. Diese Sendung moderierte er bis Oktober 1993. Fortan übernahm er, zunächst an der Seite Neber Araújos, die Leitung des Senders CX 24 Nuevotiempo, den er Ende 2002 wieder verließ. In dieser Zeit moderierte er bis zu seinem Ausscheiden im Dezember 2002 Nuevo tiempo para todos. 2001 wurde er seitens der Cámara Uruguaya del Libro mit der Legión del Libro ausgezeichnet.

## Veröffentlichungen
- USA: Tres visiones de cine mit Manuel Martínez Carril und Luis Ebert
- Primera línea